# Dorsifulcrum xeromeris
Dorsifulcrum xeromeris là một loài bướm đêm trong họ Geometridae.